# ユライ・ドブリラ大学プーラ
ユライ・ドブリラ大学プーラ（クロアチア語: Sveučilište Jurja Dobrile u Puli、英語: Juraj Dobrila University of Pula）は、クロアチア・イストラ郡、プーラにある州立の総合大学。通称、プーラ大学。2006年に創立された。
大学の記念日は4月16日で、これは、クロアチアの教育者ユライ・ドブリラの誕生日である。

## 設置学部
プーラ大学は総合大学であり、以下の学部が設置されている。
- 経済・観光学部
- 情報学部
- 自然科学部
- 教育・保育学部
- 人文学部
  - クロアチア語・クロアチア文学科
  - 日本語・日本文学科
  - 歴史学科
  - イタリア語・イタリア文学科
  - 英語・英文学科
  - 考古学科
  - ラテン語・ラテン学科
  - 言語・文化間の交渉学科
- 医学部
- 音楽学部
- 工学部